# Lymanopoda melia
Lymanopoda melia är en fjärilsart som beskrevs av Gustav Weymer 1911. Lymanopoda melia ingår i släktet Lymanopoda och familjen praktfjärilar. Inga underarter finns listade i Catalogue of Life.